# ارتوس (دهانه)
ارتوس یک دهانه برخوردی در ماه است.

## دهانه‌های اقماری
این دهانه ۴ دهانه اقماری دارد.
| Aratus | عرض جغرافیایی | طول جغرافیایی | قطر         |
| ------ | ------------- | ------------- | ----------- |
| C      | ۲۴٫۱° N       | ۹٫۵° E        | ۴٫۰ کیلومتر |
| B      | ۲۴٫۲° N       | ۵٫۴° E        | ۷٫۰ کیلومتر |
| CA     | ۲۴٫۵° N       | ۱۱٫۲° E       | ۷٫۰ کیلومتر |
| D      | ۲۴٫۳° N       | ۸٫۶° E        | ۴٫۰ کیلومتر |